# ماهواره هلاس‌ست
ماهواره هلاس‌سَت ۴ (SaudiGeoSat-1/HellasSat-4)  در ۳۹ درجه شرقی قرار دارد.این ماهواره متعلق به کشورهای یونان و عربستان سعودی است.

## پرتاب
این ماهواره توسط شرکت لاکهید مارتین ساخته شد و در تاریخ ۵ فوریه ۲۰۱۹ توسط موشک آریان ۵ در مدار ۳۹ درجه شرقی قرار گرفت.